# Busan Challenger 2005
Il Busan Challenger 2005 è stato un torneo di tennis facente parte della categoria ATP Challenger Series nell'ambito dell'ATP Challenger Series 2005. È stata l'edizione inaugurale del torneo e si è giocato a Busan in Corea del Sud dal 31 ottobre al 6 novembre 2005 su campi in cemento.

## Vincitori

### Singolare
Björn Phau ha battuto in finale  Simon Greul con il punteggio di 6–1, 6–2

### Doppio
Ashley Fisher /  Tripp Phillips hanno battuto in finale  Sanchai Ratiwatana /  Sonchat Ratiwatana con il punteggio di 7–5, 6–3